# 馬爾欽·莫兹德兹雷克
馬爾欽·莫兹德兹雷克（波蘭語：Marcin Możdżonek；1985年12月9日—）是一位波蘭排球運動員。他也代表波蘭國家排球隊參賽.他在2007年首次進入波蘭國家排球隊，參加了2014年世界排球錦標賽，並為波蘭獲得了世錦賽金牌。